# 青森県防災航空隊
青森県防災航空隊（あおもりけんぼうさいこうくうたい）は、青森県の消防防災ヘリコプターを運用している組織。青森県庁の機関であり、隊員は県内各消防本部より派遣された人員で編成されている。任務として、救急・救助・消防活動やその他の行政活動を行なっている。運航管理は中日本航空に委託を行なっている。

## 沿革
- 1995年01月01日：青森県防災航空隊発足
- 1995年02月-3月：札幌市消防局にて基礎教育訓練を受講
- 1995年03月22日：使用機材引渡式
- 1995年04月01日：運航開始
- 1995年04月14日：就航式
- 2014年12月19日：後継機購入に係る一般競争入札公告[2]
- 2015年05月12日：後継機材を発表[3][4]
- 2016年07月20日：後継機の就航式を開催[5]

## 機材
| 型式       | 登録番号 | 愛称     | 導入      | 退役      | 備考   |
| ---------- | -------- | -------- | --------- | --------- | ------ |
| ベル412EP  | JA6750   | しらかみ | 1995年3月 | 2016年8月 |        |
| ベル412EPI | JA16AM   | しらかみ | 2016年8月 | -         | 就航中 |